# ماري بريان
ماري بريان (بالإنجليزية: Mary Brian)‏ (17 فبراير 1906 - 30 ديسمبر 2002) هي ممثلة أفلام صامتة أمريكية.

## أعمالها

### أفلام
| - بيتر بان (1924) في دور ويندي مويرا أنجيلا دارلينج - الفتاة الفرنسية الصغيرة (1925) بدور أليكس فيرفير - البريد الجوي (1925) في دور ميني وايد - شارع الرجال المنسيين (1925) بدور ماري فانهيرن - زميل منتظم (1925) كفتاة - خلف الجبهة (1926) في دور بيتي بارتليت كوبر - باريس في منتصف الليل (1926)في دور فيكتورين تاليفر - براون من هارفارد (1926)في دور ماري أبوت | - المزيد من الأجر - عمل أقل (1926) في دور بيتي ريكس - بو جيستي (1926) في دور إيزابيل ريفر - أمير المغرين (1926) باسم ماري - باتلينج بتلر (1926) - يخطو على طول (1926) مثل مولي تايلور - قال والدها لا (1927) شارلوت هاميلتون - هاي هات (1927) مثل ميلي - خروج المغلوب رايلي (1927) بدور ماري مالون - الجري البرية (1927) بدور إليزابيث فينش | - قوة الرجل (1927) بدور أليس ستودارد - شنغهاي باوند (1927) بدور شيلا - شابان ملتهبان (1927) بدور ماري جلفويل - تحت حافة تونتو (1928) بدور لوسي واتسون - شركاء في الجريمة (1928) بدور ماري بيرك ، - هارولد تين (1928) بدور ليلومز لوفويل - القتل الكبير (1928)بدور ماري بيجل - ابنة الرجل العجوز بيجل - وجوه منسية (1928) بدور أليس دين - المياة السوداء (1928) بدزر يونيس - فارسيتي (1928) بدور فاي |

## روابط خارجية
- ماري بريان على موقع IMDb (الإنجليزية)
- ماري بريان على موقع الموسوعة البريطانية (الإنجليزية)
- ماري بريان على موقع ألو سيني (الفرنسية)
- ماري بريان على موقع أول موفي (الإنجليزية)
- ماري بريان على موقع قاعدة بيانات الأفلام السويدية (السويدية)
- ماري بريان على موقع قاعدة بيانات الفيلم (الإنجليزية)
- ماري بريان على موقع كينوبويسك (الروسية)
- صور ماري بريان